# Melangyna labiatarsus
Melangyna labiatarsus là một loài ruồi trong họ Ruồi giả ong (Syrphidae). Loài này được Verrall mô tả khoa học đầu tiên năm 1901. Melangyna labiatarsus phân bố ở vùng Cổ Bắc giới